# Wiwilí
Wiwilí de Nueva Segovia es un municipio del departamento de Nueva Segovia en la República de Nicaragua.

## Toponimia
Wiwilí es una palabra con origen en lengua misquita conformada por los vocablos wiwi, "zompopo" (hormiga grande de color rojo, del género Atta) y li, "agua" que se traduce como "zompopo de agua".

## Geografía
El término municipal limita al norte con la República de Honduras, al sur y este con el municipio de Wiwilí de Jinotega y al oeste con los municipios de Quilalí y Murra. La cabecera municipal está ubicada a 300 kilómetros de la capital de Managua.
Se caracteriza por sus relieves ondulados y cerros comprendidos en las alturas de 500 a 1500 m, con pendientes del 20 al 45%, geológicamente se trata de rocas metamórficas en la parte oeste del municipio.

## Historia
Se fundó en la década de los años 1920 del siglo XIX y los primeros colonos se ubicaron a orillas del río Coco. 
En 1933 el general Augusto César Sandino, después de haber firmado los acuerdos de paz, fundó las primeras cooperativas agrícolas formadas por campesinos desmovilizados. Este hecho, junto con la llegada de empresas madereras y la sacaban a través del río Coco, trajo un aumento en el número de habitantes ya que estas empresas usaban muchos trabajadores de otras zonas del país. 
Se elevó a la categoría de municipio el 5 de marzo de 1970, pero en 1989 por un error histórico debido al conflicto militar y porque era más fácil atenderlo por la VI Región Militar, se anexó al departamento de Jinotega; más tarde, por razones de facilidad de acceso para los habitantes de ambos lados del río, fue dividido en dos municipios de igual nombre pero administrativamente pertenecientes a Nueva Segovia el lado oeste y al departamento de Jinotega el lado este.

## Demografía
Wiwilí de Nueva Segovia tiene una población actual de 19,052 habitantes. De la población total, el 50.8% son hombres y el 49.2% son mujeres. Casi el 30.4% de la población vive en la zona urbana.

## Naturaleza y clima
El clima es de sabana tropical de altura, la precipitación anual es de 1200 a 1500 mm, distribuida entre mayo y diciembre, con algunas lluvias esporádicas y residuales en enero y febrero. Los meses más húmedos corresponden de agosto a noviembre, los más secos de marzo a abril.
Se ubica en una zona de un 15% montañosa, de difícil acceso, rica en recursos naturales y con extensas zonas de producción agropecuarias en su mayoría explotadas de manera tradicional.

## Localidades
El municipio está dividido en su casco urbano en 7 barrios y en 46 comunidades rurales organizadas en 8 microrregiones.

## Economía
Wiwilí de Nueva Segovia es una zona eminentemente agropecuaria, sus principales actividades las constituyen, la agricultura, ganadería, comercio y otras de menor escala como productos no tradicionales. La actividad más predominante en el municipio es el cultivo del maíz y frijoles, seguido por la ganadería y el café, también se cosechan bananos.

## Cultura
Es un municipio multiétnico y multilingüe, en la parte norte se encuentran comunidades de origen misquitos y sumos; mientras que en la parte central y sur los habitantes son ladinos o mestizos.